# Kingston and District Football League
Kingston and District Football League là một giải bóng đá Anh thành lập năm 1896, bao gồm các đội bóng đến từ vùng Kingston upon Thames của Greater London và Surrey. Hiện tại giải đấu có 4 hạng đấu, cao nhất là Premier Division, nằm ở Cấp độ 14 của Hệ thống các giải bóng đá ở Anh. Câu lạc bộ vô địch có thể lên hạng Intermediate Division Two của Surrey South Eastern Combination.

## Đôi vô địch
| Mùa giải | Premier Division    | Division One          | Division Two           | Division Three        | Division Four       | Division Five   |
| -------- | ------------------- | --------------------- | ---------------------- | --------------------- | ------------------- | --------------- |
| 2003–04  | Maori Park          | Old Rutlishians Dự bị | Westminster Casuals    | Summerstown           | Old Rutlishians 'A' | Red Star        |
| 2004–05  | Walton Athletic     | Westminster Casuals   | Esher United           | Old Rutlishians 'A'   | Refectory Sports    | Weston Green    |
| 2005–06  | Westminster Casuals | Kingston Academicals  | Wandsworth Corinthians | Wandsworth Town       | Riverdale           | Claygate Royals |
| 2006–07  | Maori Park          | Summerstown           | Wandsworth Town        | Kingston Albion Dự bị | Claygate Royals     | Merton Rovers   |
| 2007–08  | Molesey Villa       | Fulham Deaf           | AFC Molesey            | LM United             | Surbiton Eagles     | Double H        |

Giải đấu được mở rộng thành 7 hạng đấu ở mùa giải 2008–09.
| Mùa giải | Premier Division | Division One | Division Two | Division Three | Division Four | Division Five | Division Six       |
| -------- | ---------------- | ------------ | ------------ | -------------- | ------------- | ------------- | ------------------ |
| 2008–09  | Chessington KC   | AFC Molesey  | LM United    | AFC Watermans  | NPL 'A'       | NPL 'B'       | Old Roehamptonians |

Giải đấu giảm xuống còn 6 hạng đấu ở mùa giải 2009–10.
| Mùa giải | Premier Division         | Division One  | Division Two                | Division Three       | Division Four                | Division Five     |
| -------- | ------------------------ | ------------- | --------------------------- | -------------------- | ---------------------------- | ----------------- |
| 2009–10  | Claygate & Ditton        | AFC Watermans | Maori & Molesey Villa Dự bị | Sunbury Galaxy       | Richmond & Kingston Old Boys | Hook Venturers    |
| 2010–11  | AFC Molesey              | SHFC London   | NPL 'A'                     | Chessington KC Dự bị | AFC Molesey Dự bị            | FC Carlisle       |
| 2011–12  | Chessington Kings Centre | Wandle        | Kingsbrook                  | Monkey Tennis        | Lennox                       | Kingston Tigers   |
| 2012–13  | Chessington Kings Centre | Monkey Tennis | Lennox                      | Barton Green Rovers  | Petersham Pumas              | North Leatherhead |
| 2013–14  | Hanworth Sports          | Maori Park    | Barnslake                   | Merton Social        | Darkside Dự bị               | Parkside Dự bị    |

Giải đấu rút gọn chỉ cỏn 4 hạng đấu từ mùa giải 2014–15.
| Mùa giải | Premier Division | Division One | Division Two    | Division Three |
| -------- | ---------------- | ------------ | --------------- | -------------- |
| 2014–15  | Parkside         | Esher        | LM United Dự bị | Lower Green    |

## Các câu lạc bộ hiện tại mùa giải 2015–16

### Premier Division
- AMY
- Barnslake
- Colliers Wood United Dự bị
- Kingston Albion
- LM United
- MC United
- Merton Social
- Parkside
- Petersham Pumas
- TFT South West

### Division One
- AFC Centrals
- Darkside
- Kew Park Rangers
- Lennox
- National Physical Laboratories 'A'
- Old Wimbledonians
- Oxshott Royals
- Rygas
- Sutton Celtic
- Teddington

### Division Two
- Chessington Kings Centre 'A'
- Corinthians
- Epsom Casuals
- Kew Park Rangers Dự bị
- KGC
- Lower Green
- Merton Social Dự bị
- Motspur Park
- National Physical Laboratories 'B'
- Parkside Dự bị
- St. Martins
- Surbiton Eagles

### Division Three
- AFC Hampton
- AFC Kingston
- AFC North Leatherhead
- Chessington Kings Centre 'B'
- Dynamo Kingston
- Feltham Rangers
- Hook Venturers
- Merton Social 'A'
- Petersham Pumas Dự bị
- Thornton Heath Wanderers